# Смирнов, Данила Олегович
Дани́ла Оле́гович Смирно́в (род. 7 июня 2001, Самара, Россия) — российский футболист, полузащитник клуба «Астрахань».

## Карьера
Воспитанник Академии имени Коноплёва. В 2017 году перешёл в «Крылья Советов», в составе которых выступал за фарм-клуб и молодёжную команду. В Премьер-лиге дебютировал 4 июля 2020 года в матче против «Ростова» (0:0), заменив на 79-й минуте Дмитрия Кабутова. Летом 2022 года подписал контракт с «Волгарём». В 2025 году пополнил ряды клуба «Астрахань».

## Статистика
| Выступление        | Выступление                | Выступление      | Лига | Лига | Кубки | Кубки | Итого | Итого |
| Клуб               | Лига                       | Сезон            | Игры | Голы | Игры  | Голы  | Игры  | Голы  |
| ------------------ | -------------------------- | ---------------- | ---- | ---- | ----- | ----- | ----- | ----- |
| Крылья Советов     | РПЛ                        | 2019/20          | 3    | 0    | 1     | 0     | 4     | 0     |
| Крылья Советов     | ФНЛ                        | 2020/21          | 4    | 0    | —     | —     | 4     | 0     |
| Крылья Советов     | Итого                      | Итого            | 7    | 0    | 1     | 0     | 8     | 0     |
| → Крылья Советов-2 | ПФЛ                        | 2017/18          | 9    | 0    | —     | —     | 9     | 0     |
| → Крылья Советов-2 | ПФЛ                        | 2020/21          | 10   | 0    | —     | —     | 10    | 0     |
| → Крылья Советов-2 | Итого                      | Итого            | 19   | 0    | —     | —     | 19    | 0     |
| Волгарь            | Первая лига                | 2022/23          | 23   | 2    | 2     | 0     | 25    | 2     |
| Волгарь            | Первая лига                | 2023/24          | 19   | 0    | 3     | 0     | 22    | 0     |
| Волгарь            | Вторая лига (дивизион «А») | 2024/25          | 11   | 1    | —     | —     | 11    | 1     |
| Волгарь            | Итого                      | Итого            | 53   | 3    | 5     | 0     | 58    | 3     |
| Всего за карьеру   | Всего за карьеру           | Всего за карьеру | 79   | 3    | 6     | 0     | 85    | 3     |

## Достижения
- Победитель Первой лиги: 2020/21